# كولمينار ديل أرويو
كولمينار ديل أرويو (بالإنجليزية: Colmenar del Arroyo)‏ هي بلدية ومدينة في منطقة الحكم الذاتي وتقع في منطقة مدريد في وسط إسبانيا. تبلغ مساحة هذه المدينة 50.57 (كم²)، ويبلغ عدد سكانها 1446 نسمة حسب إحصاء سنة 2010 م.